# N-Methyl-D-glucamin
N-Methyl-D-glucamin (Abk. NMDG oder NMG, auch Meglumin) ist eine chemische Verbindung, die von D-Glucose abgeleitet ist. Anstelle des Aldehyd-Sauerstoffs der Glucose trägt sie eine Methylamino-Gruppe. Das Amin reagiert basisch, der Stickstoff ist also in der Lage ein Proton aufzunehmen. Dadurch ist N-Methyl-D-glucamin in wässriger Lösung zum Teil positiv geladen.
In der Elektrophysiologie wird N-Methyl-D-glucamin als Ersatz für Natriumionen (Na+) eingesetzt. NMDG zeichnet sich durch eine osmotische Aktivität aus, die ähnlich der von Natriumionen ist. Zellmembranen sind für NMDG undurchlässig. Auch in Kulturmedien wird NMDG als Natriumersatz verwendet, etwa wenn die kultivierten Zellen empfindlich auf Na+-Ionen reagieren.